# Trichopterigia kishidai
Trichopterigia kishidai là một loài bướm đêm trong họ Geometridae.

## Hình ảnh

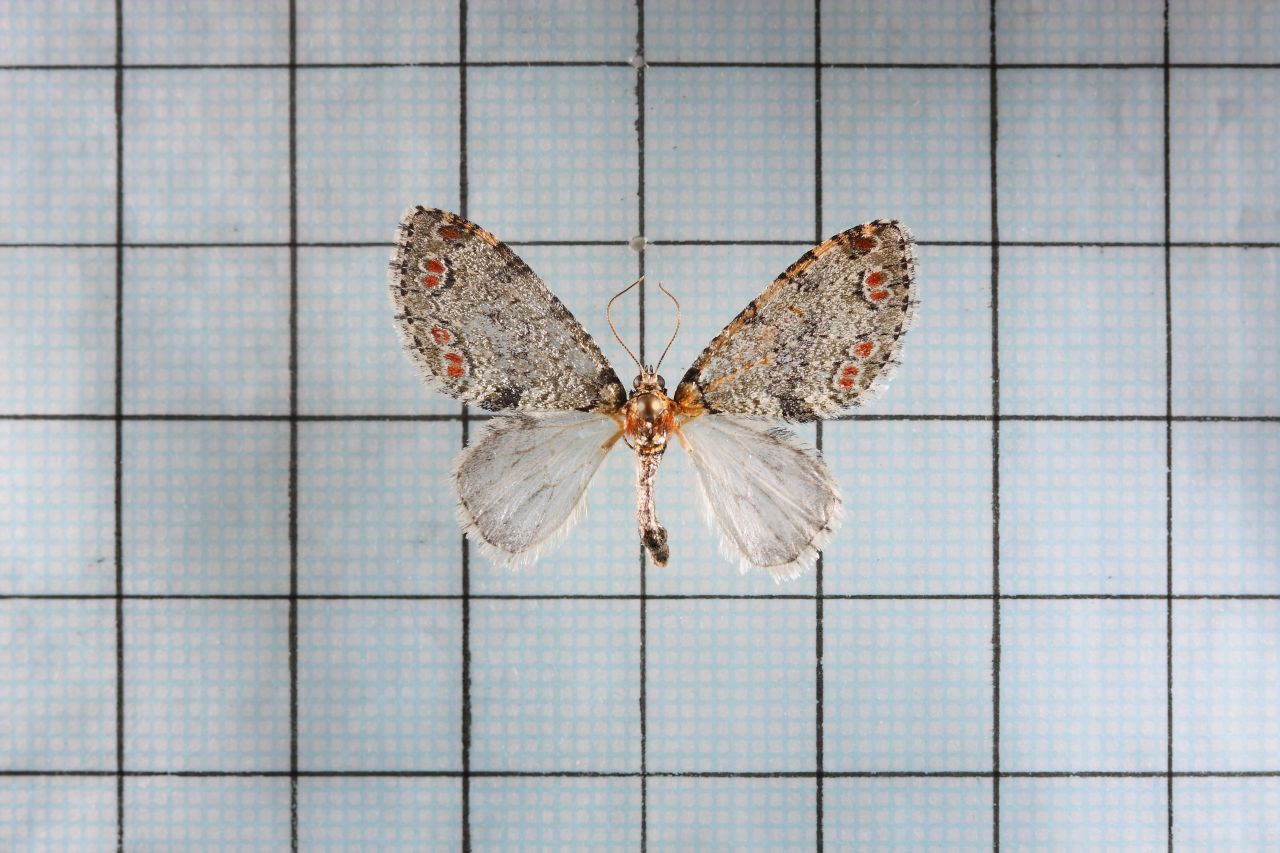
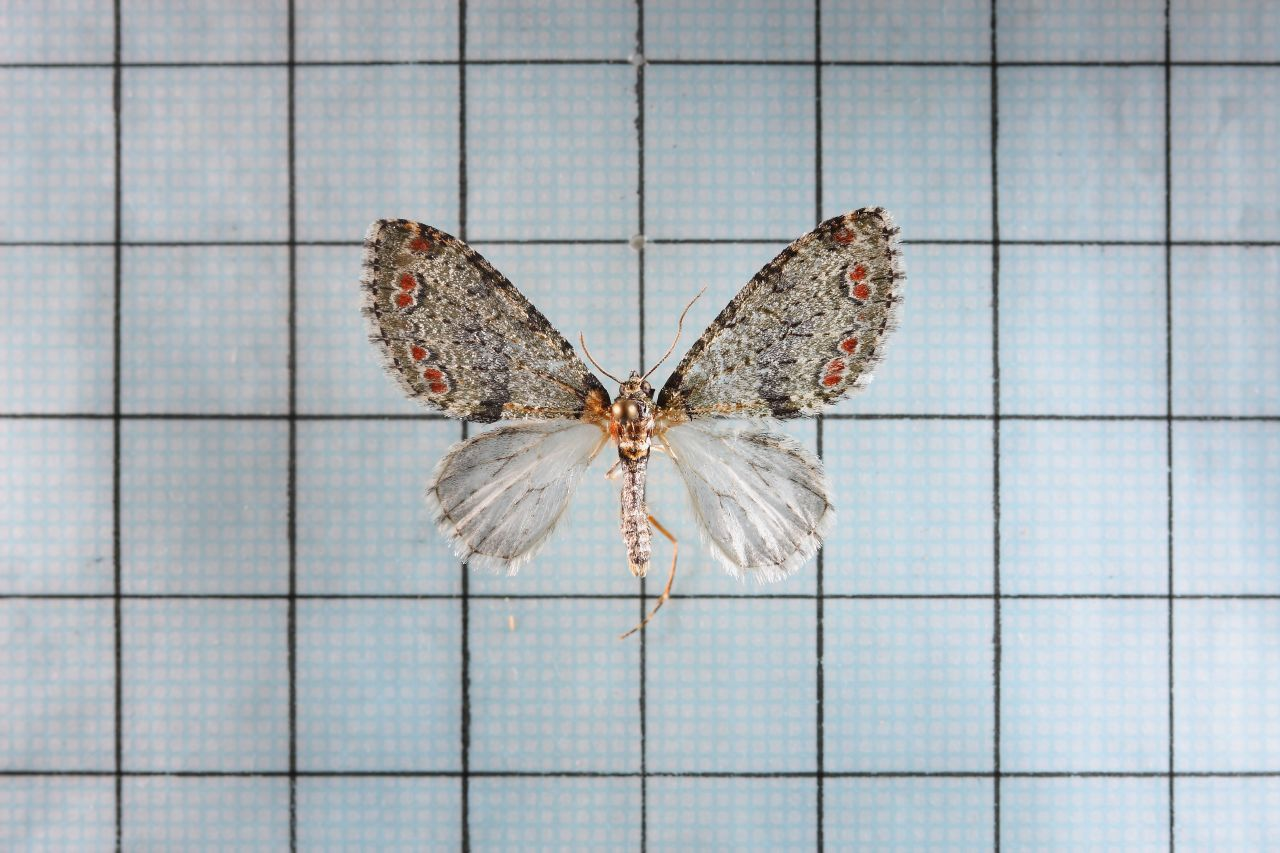